# رون مارشال
رون مارشال (بالإنجليزية: Ron Marshall)‏ هو لاعب كرة قدم أسترالية أسترالي، ولد في 26 نوفمبر 1915، وتوفي في 2 نوفمبر 2001.

## وصلات خارجية
- رون مارشال على موقع AustralianFootball.com (الإنجليزية)
- رون مارشال على موقع AFLtables.com (الإنجليزية)